# All-Ireland Senior Football Championship 1893
L'All-Ireland Senior Football Championship 1893 fu l'edizione numero 7 del principale torneo di calcio gaelico irlandese. Wexford batté in finale Cork ottenendo il primo trionfo della sua storia.

## All-Ireland Series
Si disputò la finale tra i campioni del Leinster e del Munster visto che in quell'anno non fu giocato il torneo nell'Ulster e nel Connacht non esisteva ancora. La finale si giocò l'anno dopo i tornei provinciali.

### Finale
| Dublino 24 giugno 1894 | Wexford | 1-01 – 0-01 | Cork | Phoenix Park |

NOTA BENE: All'epoca il goal valeva 5 punti.